# Life of Villa
Life of Villa er en amerikansk stumfilm fra 1912 af Christy Cabanne.

## Medvirkende
- Pancho Villa
- Luis Terrazas